# Dispositif de dilatation

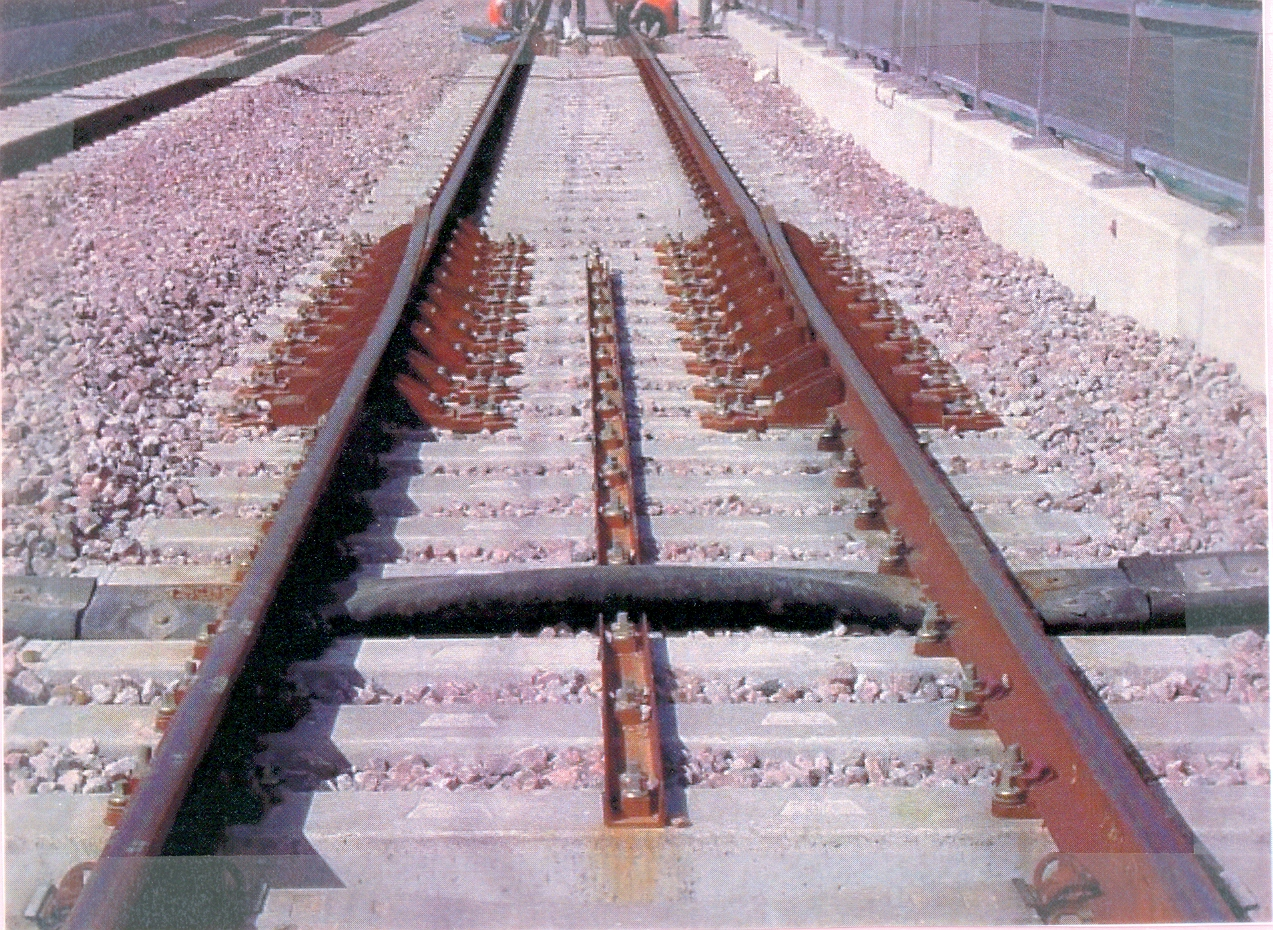
Appareil de dilatation pour LGV.

Il existe, sur une voie ferrée, des cas particuliers nécessitant une libre dilatation des rails supérieure à celle permise par les joints courants.
- Le franchissement de joints de dilatation propres à un ouvrage d'art, pont ou viaduc, dont la permissivité (libre jeu laissé à la dilatation) est trop importante.
- L'extrémité d'un long rail soudé (LRS).

Dans ces cas, on fait appel à des dispositifs de dilatation autorisant ponctuellement un libre mouvement du rail suffisant sans pour autant induire de coupure trop importante dans la continuité du rail vis-à-vis du roulement.

## Les types de dispositifs de dilatation

### Le dispositif à JGP
Pour les articles homonymes, voir JGP.
On appelle JGP (joint à grand permissif) un joint entre deux rails permettant une libre dilatation supérieure à celle des joints ordinaires tout en conservant une lacune (hiatus entre les rails) compatible avec la circulation des trains. Un seul JGP n'étant pas suffisant pour absorber la totalité de la dilatation attendue, on répartit le jeu nécessaire sur une succession de JGP séparés par des rails de longueur modérée.
En France, les deux principaux dispositifs à JGP utilisés sont le 3 × 18 m et le 2 × 9 m.
Ils consistent l'un en trois rails successifs de 18 m de longueur, l'autre en deux rails successifs de 9 m de longueur, ces rails étant raccordés entre eux et aux rails les encadrant par des JGP.
Le moindre nombre de joints sur le 2 × 9 m est compensé par la moindre longueur de rail se dilatant.
Le dispositif de dilatation à JGP a l'avantage d'être facile à mettre en œuvre, de ne pas nécessiter de matériel particulier et d'être simple à entretenir.
Il présente par contre l'inconvénient d'être assez long, mais surtout d'introduire en voie des lacunes qui, si elles restent compatibles avec une circulation en toute sécurité, sont sources de chocs important au passage des roues. Plus qu'un problème de confort des passagers, ces chocs génèrent une usure prématurée des différents constituants de la voie, rails, éclisses, traverses et ballast, qui requiert donc un entretien plus fréquent.
Pour ces raisons, on réserve ce dispositif à la libre dilatation des LRS soit :
- aux lignes à trafic faible ou modéré dont la vitesse maximale autorisée n'est pas très élevée.
- sur toute voie en LRS lors d'opération nécessitant la coupure des rails pour la durée des travaux. La zone concernée par les travaux sera alors tronçonnée afin d'y insérer des joints la transformant en zone de « barres normales » et encadrée de dispositifs de dilatation à JGP.

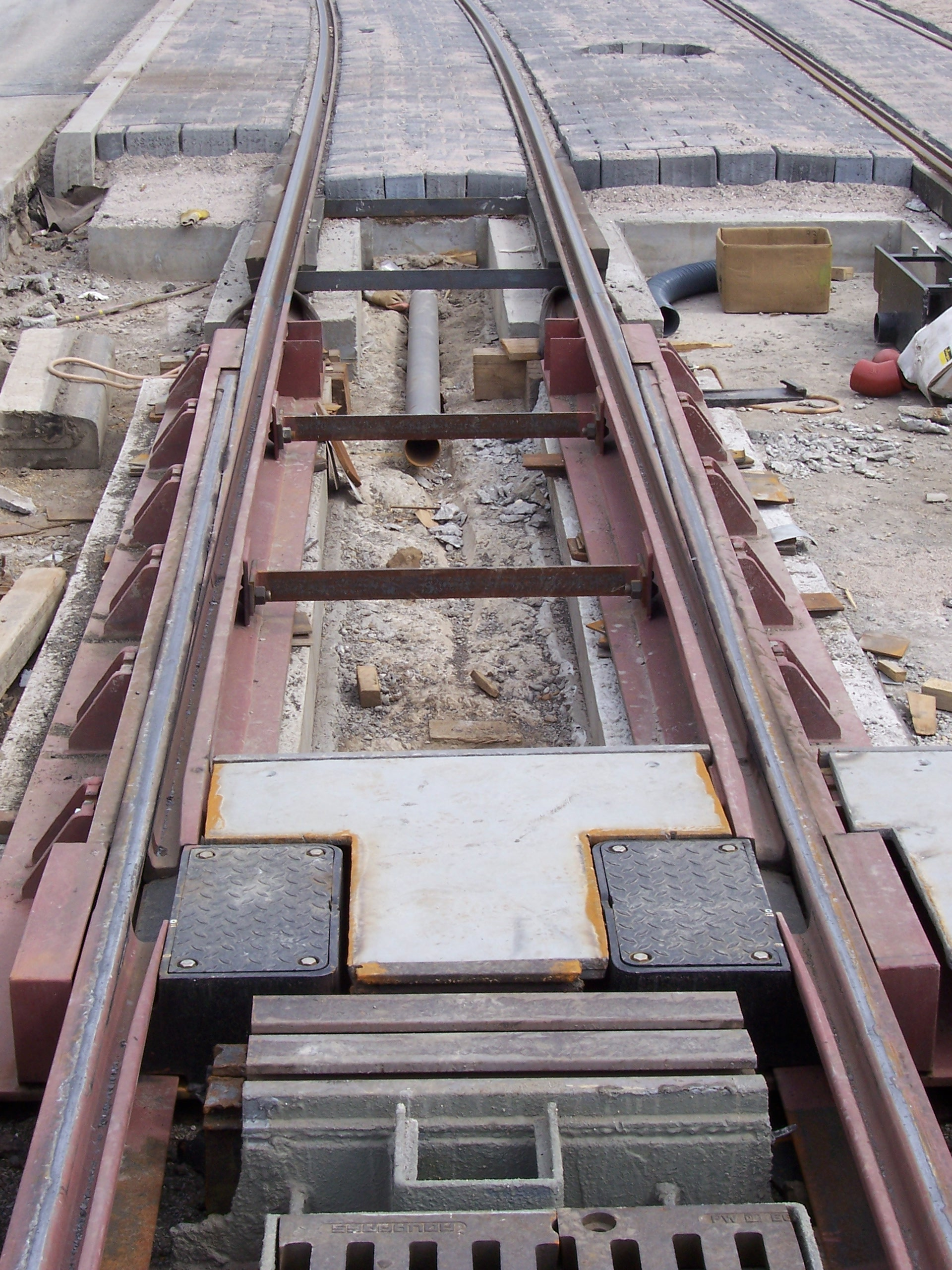
Appareil de dilatation pour rails à gorge (voie pour tramways).

### L'appareil de dilatation
Dans les cas où l'on ne peut pas utiliser de dispositif à JGP, dans le cas d'une ligne à fort trafic ou à vitesse élevée, mais aussi en cas de franchissement de joints de dilatation d'ouvrages d'art, on utilise un appareil de dilatation (AD).
Il s'agit d'un appareil de voie constitué de deux rails (aiguilles) taillés en biseau venant se plaquer contre deux autres rails usinés (contre-aiguilles) de manière qu'il n'y ait pas de discontinuité dans la surface de roulement. Le couple aiguille/contre-aiguille est maintenu en contact par des coussinets leur interdisant tout déplacement latéral tout en autorisant un libre déplacement longitudinal. Les traverses sur lesquelles reposent ce dispositif sont reliées entre elles par des pièces métalliques (liernes) bridant leur déplacement.
Il existe toute une gamme d'AD en fonction du type des rails de la voie et l'objet de son installation : extrémité de LRS ou joint de dilatation d'ouvrage d'art.